# Антилохово
Антило́хово — село в Савинском районе Ивановской области. Входит в Савинское сельское поселение.
Ближайшая железнодорожная станция (Большаково) находится в 5 км на линии Иваново — Новки. Расстояние до районного центра (посёлок Савино) — 10 км.

## История
Впервые село упоминается в письменных документах XVI столетия, но основание его относится, несомненно, к более раннему времени. Из документов, помещённых в описи Суздальского Спасо-Евфимиева монастыря за 1660 год, видно, что Антилохово в первой половине XVI столетия принадлежало Спасо-Евфимиеву монастырю; но потом (неизвестно — когда) «из монастыря было взято и отдано в раздачу», так что во второй половине XVI столетия в упомянутых документах владельцами села значатся князь Филипп Шаховской с братьями и князь Сила Гундоров, а по смерти последнего — княгиня Ульяна Гундорова. В 1587 году царь Фёдор Иванович снова возвратил монастырю его старую вотчину и в описи монастыря 1660 года царская жалованная грамота под № 211 записана так: «Грамота Государя Царя и Великаго Князя Феодора Ивановича всея Русии 95 (1587) году за приписью дьяка Елизарья Вылузгова Володимерскаго уезду Стародубо-Ряполовскаго [стана] на монастырское на старое село Антилохово, что было из монастыря взято и отдано в раздачу». В описи монастыря 1696 года записано: «С села Антилохова взято со крестьян с 8 вытей с полуторы осьмухи 8 рублей, 6 алтын, полторы деньги; платил Еремка Микитин». Во владении монастыря Антилохово, вероятно, оставалось до 1764 года, когда монастырские населённые имения были отобраны в казну. По другим данным, вскоре после царской грамоты 1587 года было монастырскими властями передано в пожизненное владение архиепископа Суздальского и Тарусского Иова.
Своё название Антилохово получило от народной формы крестильного имени Амфилохий (в честь святителя Амфилохия Иконийского, одного из Отцов Церкви).
В селе родился святитель Митрофан (1623—1703) — епископ Воронежский, сподвижник царя Петра I.

## Население
| 1859 | 1905 | 2010 |
| ---- | ---- | ---- |
| 285  | ↗354 | ↘75  |

## Достопримечательности
- Церковь Феодора Стратилата (освящена в 1804 году)[8]. Церковь тёплая (отапливаемая зимой), построена усердием прихожан. Церкви принадлежал дом, в котором помещалось земское народное училище. Приход состоял из собственно села Антилохова и деревень: Боровиха, Горьково, Мансуриха, Бражки и Петухово. На 1898 год всех дворов в приходе было 129, душ мужского пола 374 и женского пола 401[2].
- Церковь святителя Николая Чудотворца (завершена строительством в 1823 году) с шатровой колокольней. Церковь холодная (неотапливаемая зимой), построена усердием прихожан[2].

| |  |  |
| Слева направо: храмовый комплекс в Антилохове; церковь Николая Чудотворца, вид с запада; Царские Врата церкви Феодора Стратилата, созданные в 1784 году (не сохранились), фотография 1910 года |  |  |